# Angelo Sacchetti Sassetti
Angelo Sacchetti Sassetti (Rieti, 1873 – Rieti, 24 maggio 1968) è stato uno storico, funzionario e politico italiano, sindaco di Rieti per tre mandati.

## Biografia
Nato da Cesare Sacchetti Sassetti e Annamaria Battigalli, nel 1898 si laureò in lettere presso l'università La Sapienza di Roma, dove frequentò le lezioni di Antonio Labriola che influenzarono la sua formazione culturale e politica.
Dopo la laurea iniziò l'insegnamento al ginnasio inferiore di Rieti, e avviò una prolifica attività di ricerca storica, fondando anche un periodico chiamato Vita sabina. Intraprese inoltre la militanza politica nel Partito Socialista Italiano, in supporto ai diritti degli operai.
Dal 1901 al 1926 fu Ispettore onorario ai monumenti di Rieti; in questa veste fu artefice del restauro di molti monumenti cittadini, come quello dell'affresco nell'oratorio di San Pietro martire, della chiesa di San Pietro Apostolo e del Palazzo Vescovile (restauro poi continuato dal successore Francesco Palmegiani). Organizzò inoltre le celebrazioni per il VII centenario francescano.
Nel 1920 fu eletto sindaco di Rieti, il primo socialista nella storia della città, mantenendo l'incarico per circa cinque mesi (dal 27 novembre 1920 al 30 aprile successivo). Le sue idee antifasciste gli valsero 17 lunghi anni di confino, dal 1926 al 1944, che lo costrinsero prima a Matera, poi a Potenza e infine ad Alatri. In quest'ultima città, che gli concesse la cittadinanza onoraria, Sacchetti Sassetti si dedicò allo studio e alla ricerca storica; inoltre il ministro Giovanni Gentile, che lo conosceva bene, gli concesse la possibilità di proseguire l'insegnamento, che condusse per 15 anni al liceo classico Conti-Gentili. Nonostante la distanza, mantenne sempre stretti rapporti con il mondo culturale reatino, in particolare con lo storico Eugenio Dupré Theseider, il pittore Arduino Angelucci, il critico d'arte Cesare Verani e il vescovo Massimo Rinaldi che gli affidò uno spazio sulla rivista L'Unità sabina.

Una foto di gruppo dell'associazione giornalisti reatini del 1948. Sacchetti Sassetti è il secondo seduto da destra; alla sua sinistra c'è Francesco Palmegiani.

Alle elezioni del 1946 fu rieletto sindaco di Rieti con 5954 voti e, nonostante la sua riluttanza, lasciò Alatri per guidare la prima giunta comunale dopo la caduta del fascismo. Nella sua giunta, durata dal 1º aprile 1946 al 14 luglio 1952, era assessore l'antropologo Alberto Mario Cirese. Come sindaco, Sacchetti Sassetti operò il trasferimento della biblioteca comunale Paroniana in un'ala del Palazzo Comunale, mentre nel 1950 fondò l'archivio di Stato di Rieti. A questo incarico seguì un terzo breve mandato, dal 30 luglio al 25 agosto 1952.
Sacchetti Sassetti fu insignito della medaglia d'oro come benemerito della cultura. Nel 1958 fece dono di ventinove dipinti al Museo civico di Rieti, raccolti nella sala 7, che oggi gli è stata intitolata. Il suo archivio è conservato dall'archivio di stato di Rieti, e per sua volontà è rimasto secretato nei cinquant'anni successivi alla sua morte.
A lui sono stati dedicati un istituto scolastico ad Alatri ed una scuola media a Rieti, nonché un importante viale cittadino a Rieti.

## Opere
Le opere di Sacchetti Sassetti, influenzate da un certo positivismo scientifico, rappresentano ancora oggi un punto fermo per la ricostruzione della storia cittadina di Rieti.
Tra le più importanti: Rieti nel Risorgimento italiano ricostruisce, sulla base della documentazione storica, il clima politico di Rieti e della Sabina tra il 1796 e il 1870. In Anedocta Franciscana Reatina il filologo ripercorre la vita di San Francesco e mette in rilievo come il miracolo dell'uva non possa essere avvenuto al santuario della Foresta, perché fondato molto più tardi rispetto alla morte del santo, tesi che contrariò molti credenti e faticò ad essere accettata.
- 1898 - La vita e le opere di Angelo Maria Ricci.
- 1899 - Tre lettere inedite di Luigi Muzzi al marchese Scipione Colelli;
- 1901 - I maestri di grammatica in Rieti sullo scorcio del Medioevo
- 1903 - Vincenzo Monti agente in Roma del Comune di Rieti
- 1909 - Poesie scelte di Angelo Maria Ricci, con prefazione
- 1911 - Rieti nel Risorgimento Italiano
- 1916 - Librai e Tipografi a Rieti dal XVI al XIX sec.
- 1919 - Giuseppe Gioacchino Belli a Perugia
- 1926 - Anedocta Franciscana Reatina
- 1927 - Tre lettere inedite di Niccolò Tommaseo
- 1931 - L'iscrizione aletrinate di Lucio Batilenio Varo
- 1931 - Cenni storici su Alatri
- 1933 - Pompeo Molella
- 1934 - Guarcino durante la Repubblica Romana
- 1938 - Gino Celace o Luigi Ceci
- 1938 - Guida di Alatri, Frosinone
- 1941 - Franciscana Reatina
- 1947 - Storia di Alatri, Frosinone
- 1947 - Luigi Ceci: scolaro e professore in Alatri
- 1948 - L'insegnamento pubblico in Alatri dal XVI al XIX secolo
- 1955 - Lorenzo Bernini a Rieti
- 1956 - La cappella musicale del Duomo di Rieti
- 1957 - Due Santi Francescani a Rieti
- 1959 - Questioncelle francescane
- 1964 - Giovanni da Capestrano e Lorenzo da Rieti, Inquisitori in Sabina
- 1967 - Fonte Colombo (1450 - 1963)
- 2018 - Le chiese di Rieti, edito da Fondazione Varrone e Mondadori Electa